# Ołeh Steciuk
Ołeh Steciuk (ukr. Олег Миколайович Стецюк, ang. Oleh Stetsiuk, ur. 23 lipca 1989 w Drohobyczu) – ukraiński dziennikarz polsko-węgierskiego pochodzenia, twórca portalu Drohobyczer Zeitung, autor pierwszego turystycznego przewodnika po Drohobyczu „Lokalna wędrówka po Drohobyczu” 2016, 
Jest absolwentem Uniwersytetu Lwowskiego, wydział dziennikarski.